# Rz (ミュージシャン)
Rz（ろーじー、1983年5月17日）は、日本のベーシスト。ロック・バンド「ロミオマシーン」のベース担当。また、インストゥルメンタル・ジャズ・バンド「Cross Groove Premium」のメンバーとしても活動している。血液型O型。

## 経歴
幼少時からクラシックピアノを習い17歳でベースを手にする。現役プロベーシストに師事しつつ、2005年にHarvest Moon結成。
前任ベースの弟子だった事から大森に誘われ師匠と入れ替わる形で1stアルバム『630』制作途中にロミオマシーン加入。他には、インストゥルメンタル・ジャズ・バンド、Cross Groove Premiumを結成し、同バンドでもベーシストとして活動している。

## 人物像
- 本名はしょうじ。俊治としょうじが紛らわしいので容易に区別が付くようにロックと低音(ロー)が好きなしょうじでRz(ろーじー)という名前を勝手に大森俊治が付ける。しかしRzはあまりこの名前を気に入っていないと告白。
- 大森曰く「ガリガリでベースをかき鳴らす不思議な男」。
- 現在は大学院生として勉学にも励む。